# ستيوارت ميسنر
ستيوارت ميسنر (بالإنجليزية: Stuart Meissner)‏ هو محامي أمريكي، ولد في 1962.